# Antonio Salas
Antonio Salas és el pseudònim d'un periodista i investigador infiltrat espanyol, que s'ha mantingut en secret la seva identitat real a causa de les causes que s'ha vist involucrat. Els seus llibres han estat qüestionats a vegades per contenir informació no verificable pels afectats per les seves recerques (neonazis, traficants d'éssers humans, organitzacions terroristes, etcètera), tot i que el seu testimoniatge ha servit com a base documental en diversos judicis, dels quals el més sonat va ser el de l'organització neonazi Hammerskin España o el cas d'Arturo Cubillas, acusat de ser el màxim responsable d'ETA a Veneçuela.

## Biografia
Antonio Salas va estudiar periodisme a la Universitat Complutense de Madrid. Alguns dels seus reportatges es convertiren en proves judicials i ell mateix ha estat testimoni protegit de la Fiscalia de Madrid, en casos com el de Hammerskin España.
Els llibres publicats per Antonio Salas són: Diari d'un skin (2003), L'any que vaig traficar amb dones (2004), El palestí (2010), Operació Princesa (2013) i Els homes que murmuren a les màquines (2015).
L'any 2004, es va estrenar al Festival de Cinema de Màlaga la pel·lícula Diario de un skin, interpretada per Tristán Ulloa i dirigida per Jacobo Rispa, en la qual es dramatitzen les aventures de Salas durant la seva infiltració en el moviment nazi espanyol. Un any després es va estrenar El año que trafiqué con mujeres, interpretada per Nancho Novo i dirigida per Jesús Font. S'hi dramatitza la infiltració de Salas en les màfies del tràfic de dones i nenes per a la seva explotació sexual. A El año que trafiqué con mujeres Salas va analitzar els esdeveniments comptats per les dones que exerceixen la prostitució a Espanya. En el documental que va acompanyar al llibre, es recullen els enregistraments de càmera oculta obtinguts per Salas durant les seves reunions amb Sunny, Torres i altres traficants d'éssers humans.
El següent llibre documental publicat per Salas va ser El Palestí, en el qual es fa passar per un palestí-veneçolà, s'infiltra en els entrenaments de les FARC colombiana i viu amb simpatitzants i opositors al president de Veneçuela Hugo Chávez.
Amb Operación Princesa es va estrenar com a novel·lista, basant-se en la història darrere de l'Operació Carioca.
El seu últim llibre publicat és Los hombres que susurran a las máquinas en el qual investiga sobre la seguretat informàtica i els hackers per a informar sobre la falta de coneixements sobre la seguretat en internet.
Salas a més és director de la sèrie Confidencial, una col·lecció de llibres autobiogràfics redactats per algunes de les persones que el periodista va conèixer en les seves diferents infiltracions. Fins ara els títols publicats són:
- Alejandra Duque, La Agenda de Virginia
- David Madrid, Insider: un policía infiltrado en las gradas ultras
- Juan Mata, Diario del Infierno
- Juanma Crespo, Memorias de un Ultra

## Obres publicades
- Diario de un skin (Ediciones Martínez Roca, Grupo Planeta; 2003).
- El año que trafiqué con mujeres (Ediciones Martínez Roca, Grupo Planeta; 2004).
- El palestino (Ediciones Martínez Roca, Grupo Planeta; 2010).
- Operación Princesa (Editorial Planeta, 2013).
- Los hombres que susurran a las máquinas (Editorial Espasa, Grupo Planeta; 2015).

## Pel·lícules basades en els seus llibres
- Diario de un skin (2005, dirigida por Jacobo Rispa).[5][6]
- El año que trafiqué con mujeres (2005, dirigida por Jesús Font).[7]